# Lingam (Bankim)
Pour l’article homonyme, voir Lingam.
Lingam est un village de la commune de Bankim situé dans la région de l'Adamaoua et le département de Mayo-Banyo au Cameroun, près de la frontière avec le Nigeria.

## Population
En 1967, Lingam comptait 71 habitants, principalement Mambila. Lors du recensement de 2005, 1 640 personnes y ont été dénombrées.